# 哈夫里希夫卡 (文尼察市镇)

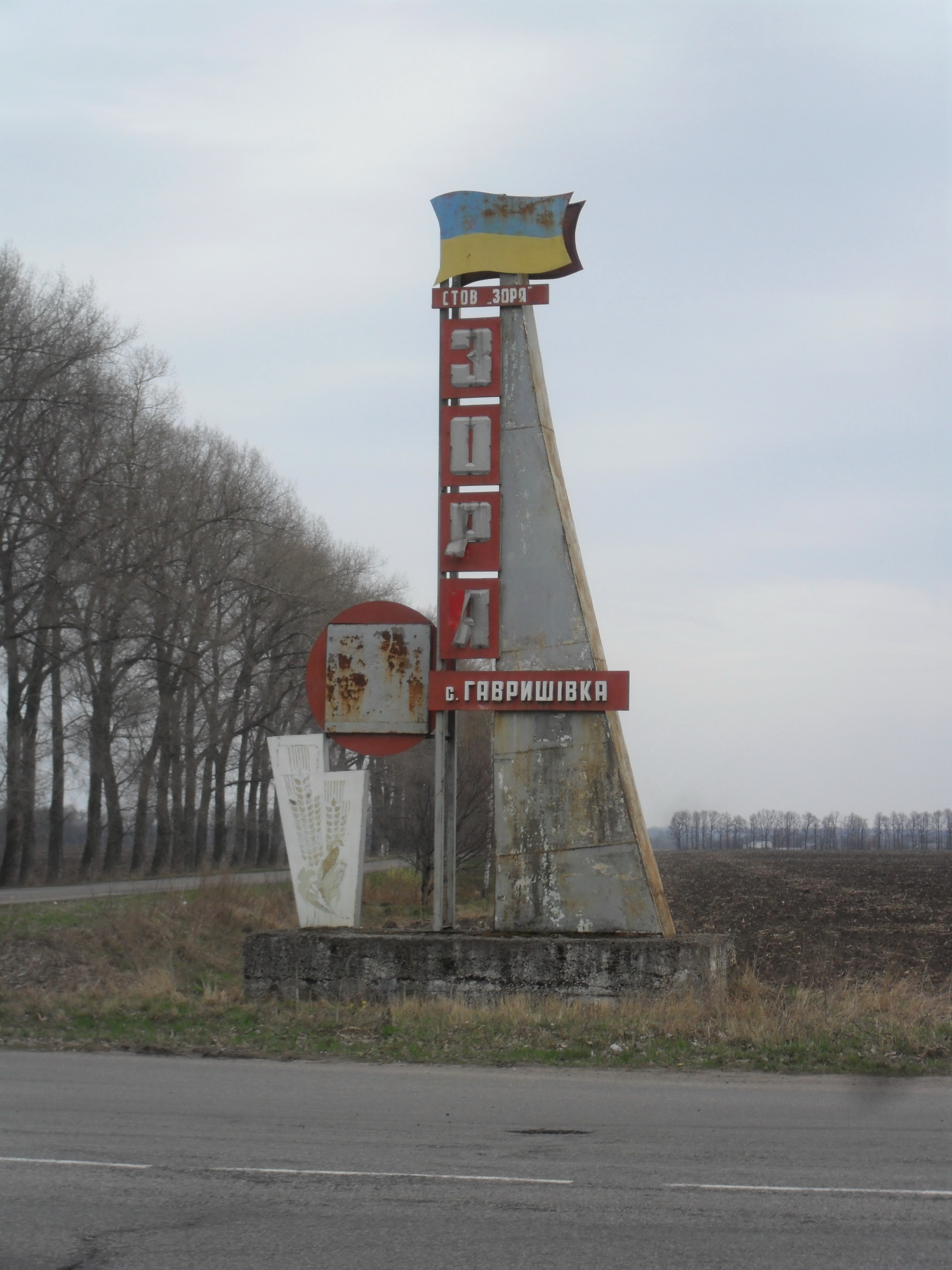
加油站标牌

哈夫里希夫卡（烏克蘭語：Гавришівка），是烏克蘭西南部文尼察州文尼察區文尼察市镇内的村庄。始建於1790年，面積2.73平方公里，海拔高度287米，2015年人口4,565。
49°14′12″N 28°38′33″E / 49.23667°N 28.64250°E